# Tristellateia ovalifolia
Tristellateia ovalifolia är en tvåhjärtbladig växtart som beskrevs av Arenes. Tristellateia ovalifolia ingår i släktet Tristellateia och familjen Malpighiaceae. Inga underarter finns listade i Catalogue of Life.